# Мартін Демпсі
Мартін Е. Демпсі (англ. Martin E. Dempsey; нар. 14 березня 1952, Джерсі-Сіті, Нью-Джерсі) — генерал армії (США). З 1 жовтня 2011 року він призначений Головою Об'єднаного комітету начальників штабів США (Демпсі також був Начальником штабу Армії США з 11 квітня по 7 вересня 2011).